# Acroporium megasporum
Acroporium megasporum är en bladmossart som beskrevs av Fleischer 1923. Acroporium megasporum ingår i släktet Acroporium och familjen Sematophyllaceae. Inga underarter finns listade i Catalogue of Life.